# Tritopatreión
El Tritopatreion (en griego antiguo: Τριτοπατρείον) era un antiguo santuario de Atenas, Grecia. Estaba situado en la zona del cementerio del Cerámico.

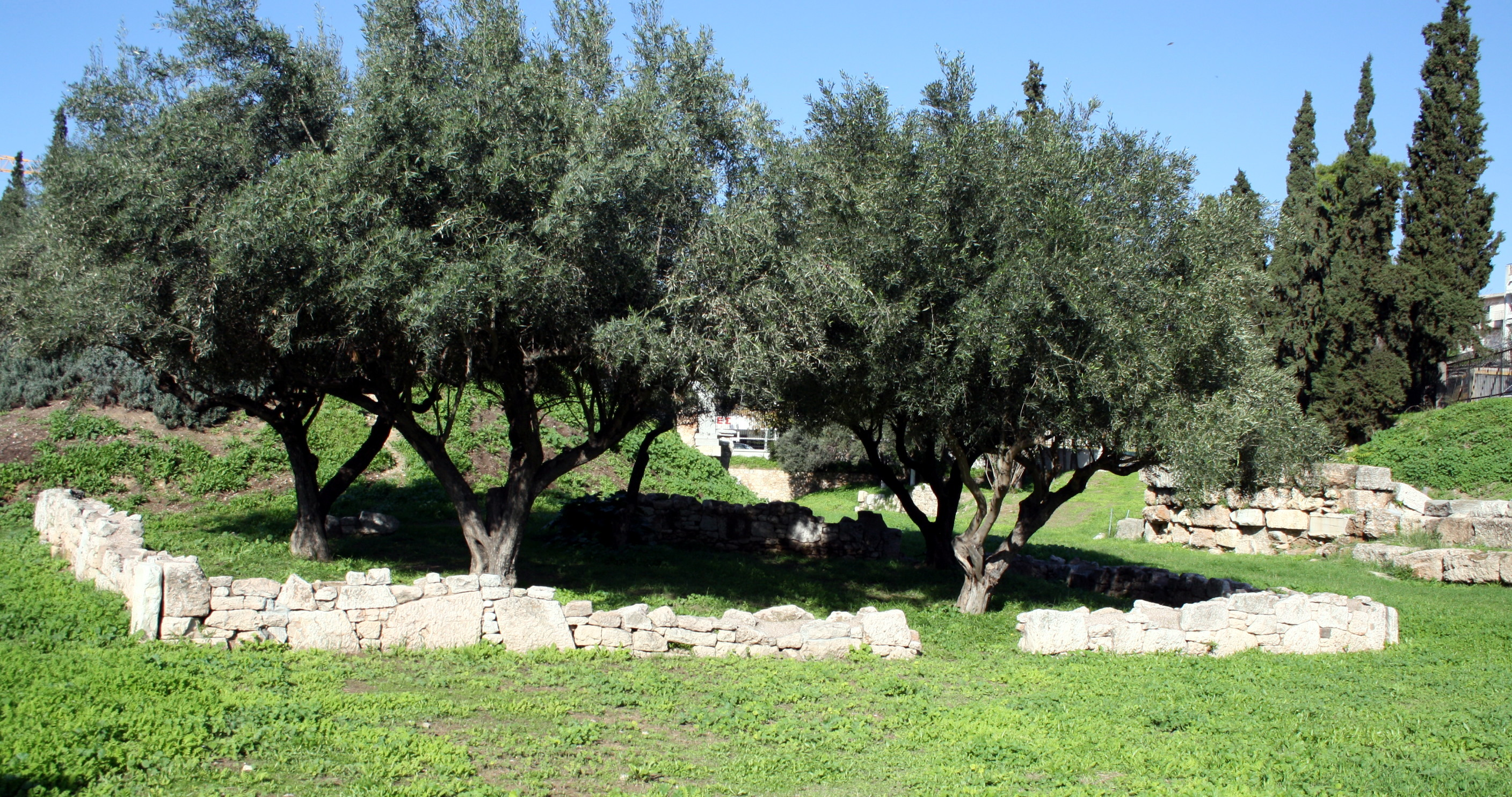
Vestigios de Tritopatreión.

Se sabe relativamente poco sobre el Tritopatreión. Probablemente estaba dedicado a los antepasados, y su nombre procede de la palabra "tritopator" (plural "tritopatores"), que hace referencia a los antepasados de tres generaciones atrás. Según una interpretación, el nombre se refiere a antepasados desconocidos o lejanos que aún se recuerdan en la familia.
El santuario existió como muy tarde en el periodo arcaico, en el año 500 a. C., según se deduce de una inscripción encontrada en su muro que data de ese periodo. La inscripción se refiere al lugar no sólo como santuario (hierón), sino también como abaton.
El santuario estaba situado en medio de la zona de tumbas del Cerámico en la confluencia de la Vía sagrada y la llamada calle de las Tumbas, fuera de la muralla de la ciudad y la puerta del Dípilon. Consiste en una pequeña zona amurallada. En sus esquinas hay mojones (horoi)  del periodo clásico  erigidos a finales del 400 a. C. Las entradas al santuario estaban en los lados oeste y este.